# 八戸市立多賀台小学校
八戸市立多賀台小学校（はちのへしりつ たがだいしょうがっこう）は、青森県八戸市多賀台3丁目にある公立小学校。

## 概要
- 本校は、八戸市北部の多賀台地区にあり、市北東部の一部が学区となっている。

## 沿革
- 1969年（昭和44年）
  - 4月1日 - 開校。
  - 4月5日 - プレハブ校舎完成。
- 1971年（昭和46年）
  - 3月4日 - 新校舎第一期工事完了。
  - 3月6日 - 新校舎に移転。
  - 3月12日 - 校旗樹立・校歌制定。
- 1972年（昭和47年）11月16日 - 校舎落成記念式典挙行。
- 1978年（昭和53年）11月1日 - 創立10周年挙行し。祝賀会開催。
- 2008年（平成20年）11月21日 - 創立40周年記念式典挙行。
- 2018年（平成30年）11月8日 - 創立50周年記念式典挙行し、祝賀会開催。

## 学区
- 多賀台・高屋敷・高森

## 教育目標
- 心豊かに たくましく

## アクセス
- 八戸市営バス「多賀台団地」バス停から徒歩425m・約8分。
- 学校周辺には鉄道駅は無く、青い森鉄道青い森鉄道線陸奥市川駅から、徒歩約3.6km・約1時間、車で約3.3km・約7分。
- 百石道路下田百石ICから、車で約4km・約8分。

## 周辺
- 多賀台団地
- 多賀台中央公園
- 社会福祉法人八戸和順会幼保連携型認定こども園多賀台保育園 - 進学前保育園のひとつ
- 多賀台郵便局

## 参考資料
- 『青森県教育史 別巻』（青森県教育委員会・1973年12月20日発行）726頁「学校沿革 小学校 多賀台小学校」